# هاري ويكسلر
هاري ويكسلر (بالإنجليزية: Harry Wexler) هو عالم أرصاد أمريكي، ولد في 15 مارس 1911 في فول ريفر في الولايات المتحدة، وتوفي في 11 أغسطس 1962.